# Żołna obrożna
Żołna obrożna (Merops leschenaulti) – gatunek średniej wielkości  ptaka z rodziny żołn (Meropidae), zamieszkujący subkontynent indyjski i Azję Południowo-Wschodnią. Nie jest zagrożony.
Średnie wymiaryDługość ciała 20–22,5 cm, masa ciała 23–33 g.
WyglądTen gatunek, jak pozostali przedstawiciele rodzaju Merops, jest bogato ubarwiony. Jest w przeważającej części zielony, z błękitnym tyłem. Jego główka ma barwę czerwoną z czarnym paskiem poniżej oczu, natomiast podgardle żółtą.
PodgatunkiWyróżnia się 3 podgatunki Merops leschenaulti:
- M. l. leschenaulti Vieillot, 1817 – Indie i Sri Lanka do południowo-środkowych Chin, Indochin i Półwyspu Malajskiego
- M. l. quinticolor Vieillot, 1817 – Sumatra, Jawa i Bali
- M. l. andamanensis Marien, 1950 – Andamany

StatusIUCN uznaje żołnę obrożną za gatunek najmniejszej troski (LC, Least Concern) nieprzerwanie od 1988 (stan w 2021). Liczebność populacji nie została oszacowana, ale ptak ten opisywany jest jako lokalnie pospolity. BirdLife International ocenia trend liczebności populacji jako wzrostowy, gdyż postępująca degradacja środowiska powoduje powstanie nowych, dogodnych dla tego gatunku siedlisk.